# محافظة طرطوس
محافظة طرطوس، هي واحدة من محافظات سوريا الأربع عشرة. تقع في غرب سوريا، تحدها محافظة اللاذقية من الشمال، ومحافظتا حمص وحماة من الشرق، ولبنان من الجنوب، والبحر الأبيض المتوسط من الغرب. وهي من المحافظات القليلة في سوريا التي تتمتع بأغلبية علوية. تذكر المصادر أن مساحتها 1,890 كم2 أو 1,892 كم2، وعاصمتها هي مدينة طرطوس. تتناثر أمامها عدة جزر (أرواد - العباس - النمل - أبو علي) والجزيرة المأهولة الوحيدة هي جزيرة أرواد التي تبعد 5 كم عن طرطوس و 2.5 كم عن الشاطئ

## التضاريس

### السهول الساحلية
يوجد في محافظة طرطوس سهل عكار الذي يبلغ عمقه 16 كم كان المكان المناسب لاستيطان الأموري والفينيقي ويضيق شمال طرطوس إلى عمق 4 كم حتى ينعدم في بانياس غرب قلعة المرقب.

### المناطق الجبليّة
وهي جزء من جبال الساحل السوري التي تمتد من اسكندرون شمالا إلى سلاسل الجبال جنوبا بارتفاعات تتراوح بين 400-700 م وتزداد إلى أكثر من 1300م كجبل النبي متى والنبي صالح وغيرها من القمم الجبلية.

## المناخ
تقع طرطوس عند التقاء خط الطول 35 درجة-52 دقيقة-30 ثانية. وخط العرض 33 درجة-30 دقيقة-30 ثانية. وبذلك تتمتع بمناخ معتدل (مناخ البحر الأبيض المتوسط) على السواحل ومناخ معتدل ومائل للبرودة على المرتفعات الجبلية صيفا وبارد ماطر في الشتاء على السواحل مع تساقط الثلوج على المرتفعات الجبلية. المعدل السنوي للمطر /1000/ مم وفي بعض مناطق المحافظة أكثر من 1800 مم.

## التاريخ
تتوزع في محافظة طرطوس المناطق الأثرية والمدن والقلاع ما بين ققم الجبال حتى ساحل البحر نشأت فيها عظمة أرواد (ارادوس) وازدهرت أمورو «تل كزل وسيميرا» وقامت أوسناتو وعمريت وقد سميت طرطوس أولا باسم انترادوس. ومن آثار طرطوس الهامة.
- قلعة القدموس
- قلعة الكهف
- قلعة الشيخ ديب
- قلعة المرقب
- قلعة يحمور
- قلعة الخوابي
- قلعة العليقة
- قلعة أم حوش
- قلعة العريمة
- قلعة أرواد
- برج ميعار شاكر
- برج صافيتا
- كنيسة سمكة
- مدينة عمريت الأثرية والسياحية
- بينو خيخي - حصن سليمان
- مدينة طراتوس الأثرية
- تل المنطار
- مدينة ابندرا الأثرية
- مدينة أوسنو الأثرية
- تل نهر الحصين
- حصن سليمان - الملاجة - بلدة حمين
- مغارة الناغوص - بلدة حمين
- مغارة القاسومية
- مغارة بيت الوادي
- كاتدرائية طرطوس
- تل سماريان

## أهم المدن
- طرطوس

طرطوس مدينة ساحلية جميلة تتميّز بطابعها الفريد، وتُعدّ ثاني أكبر ميناء سوري على البحر الأبيض المتوسط. تعود جذورها إلى الحضارة الفينيقية، حيث كانت تُعرف باسم "توروسا"، بينما أطلق عليها البيزنطيون لاحقًا اسم "أنترادوس". وقد شهدت المدينة ازدهارًا في العديد من المراحل التاريخية، وكانت تُستخدم كمرفأ رئيسي تُبحر منه السفن المحمّلة بالبضائع نحو موانئ المتوسط.

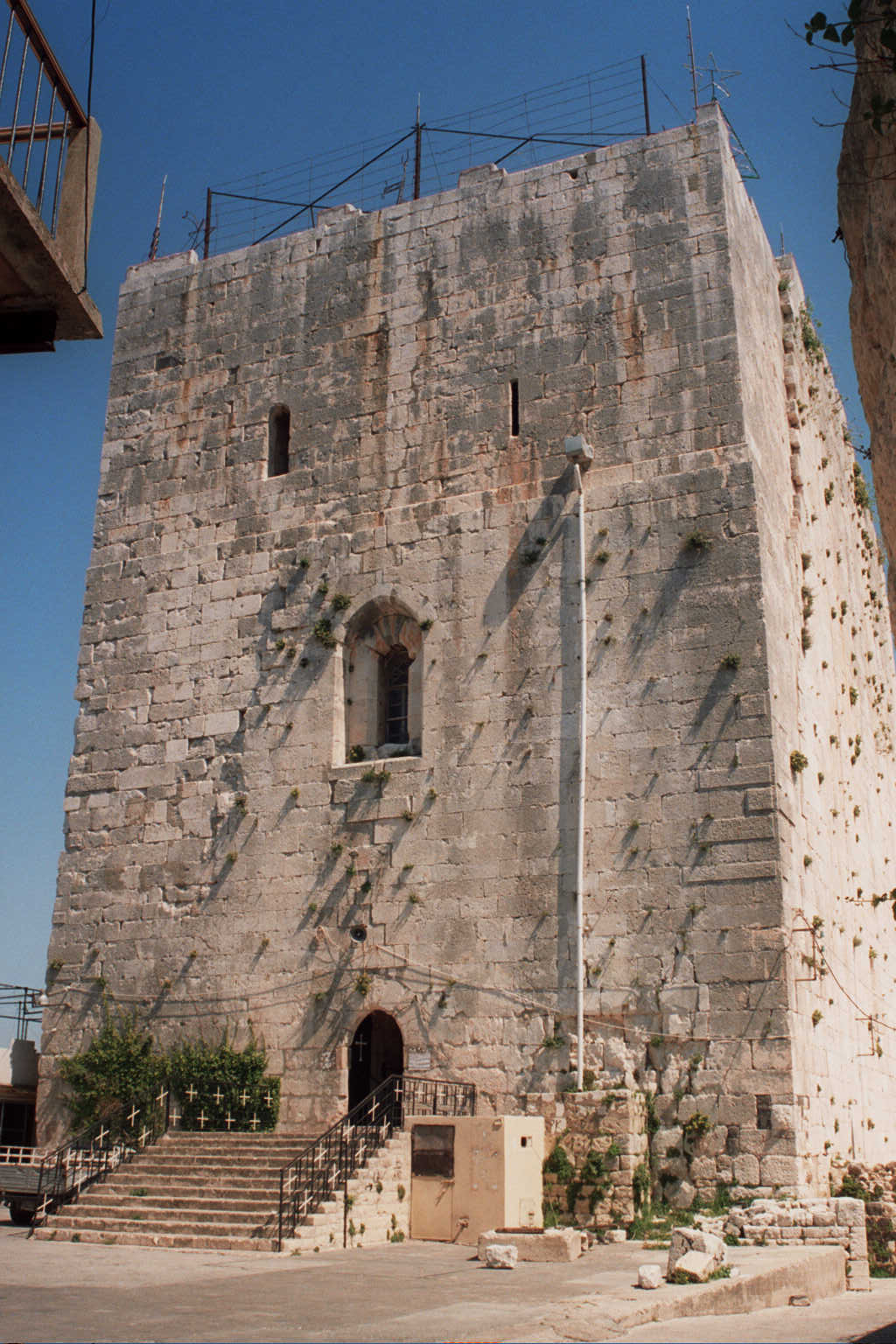
برج مدينة صافيتا، في ريف طرطوس

تزخر طرطوس بالآثار التاريخية المنتشرة في مختلف أنحاء المدينة، ومن أبرز معالمها المتحف الوطني، الذي يضم مجموعة ثمينة من المكتشفات الأثرية، ويقع داخل مبنى كاتدرائية رائعة تعود إلى العصر الروماني.
أما طرطوس الحديثة، فهي مدينة سياحية متكاملة تمتلك كل المقومات اللازمة للجذب السياحي، من فنادق حديثة، ومطاعم، ومنتزهات، وقرى سياحية، إلى جانب شواطئها الخلابة. ومن المشاريع الكبرى المنتظرة فيها مشروع جنادة السياحي، الذي يُتوقّع أن يكون أكبر منتجع سياحي في الشرق الأوسط. وتحيط بالمدينة جبال وغابات خضراء تمنح الزائر مشهدًا بانوراميًا فريدًا يمكن من خلاله رؤية البحر في أبهى صوره.
- بانياس

تُعد بانياس ثاني أكبر مدينة في المحافظة، وتتميّز بموقعها الاستراتيجي وإطلالتها على قلعة المرقب الشامخة، التي تضيف إلى المدينة طابعًا تاريخيًا مميزًا. تزخر بانياس بالآثار القديمة، كما تُعرف بكونها مركزًا صناعيًا هامًا، حيث تضم منشآت نفطية كبرى من أبرزها مصفاة بانياس. تحيط بالمدينة طبيعة خلابة تتنوع بين البساتين والغابات الكثيفة والجبال الخضراء، إلى جانب شواطئها الساحرة على البحر المتوسط، ما يجعل منها مزيجًا فريدًا من التاريخ والصناعة والجمال الطبيعي.
- الدريكيش

تقع مدينة الدريكيش على بُعد 30 كيلومترًا من مدينة طرطوس، وتتميّز بمناخها الجبلي المعتدل وهوائها النقي ومناظرها الطبيعية الخلابة. تنتشر فيها الينابيع المعدنية، إلى جانب العديد من المقاصف والمتنزهات التي تتوزع على ضفاف نهر قيس وبين تضاريس الجبال المحيطة.
تشتهر الدريكيش بمياهها المعدنية الطبيعية، ويقع فيها معمل لتعبئة المياه المعدنية. كما يحتضن سد الدريكيش خلفه بحيرة جميلة تُعد من أبرز معالم المنطقة، إلى جانب فندق روزماري الدريكيش.
لا تزال المدينة تحتفظ بتقاليدها في تربية دودة القز، وتضم مصنعًا للحرير الطبيعي، مما يجعلها واحدة من المدن القليلة التي تحافظ على هذا الإرث الحرفي. إضافة إلى ذلك، تحتوي الدريكيش على عدد من المواقع الأثرية، وتُعد من أبرز المصايف السورية التي يقصدها الزوّار للراحة والاستجمام.
- صافيتا

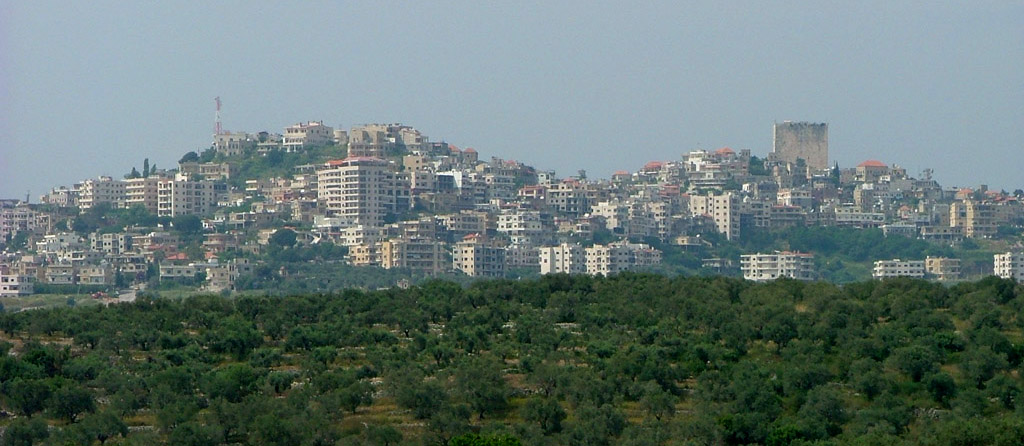
مشهد لمدينة صافيتا كما تبدو من بعيد

مدينة جبلية جميلة تتسم بنموّ عمراني ملحوظ، وتحيط بها الطبيعة الخلابة من جميع الجهات. تشتهر بمعلمها الأثري البارز، البرج الضخم الذي يتوسط المدينة ويُعد من أبرز رموزها. تضم المدينة فنادق راقية، وتوفّر جميع المرافق والخدمات السياحية اللازمة، مما يجعلها وجهة مميزة للزوار الباحثين عن الجمال والطبيعة والتاريخ.
- الكفرون

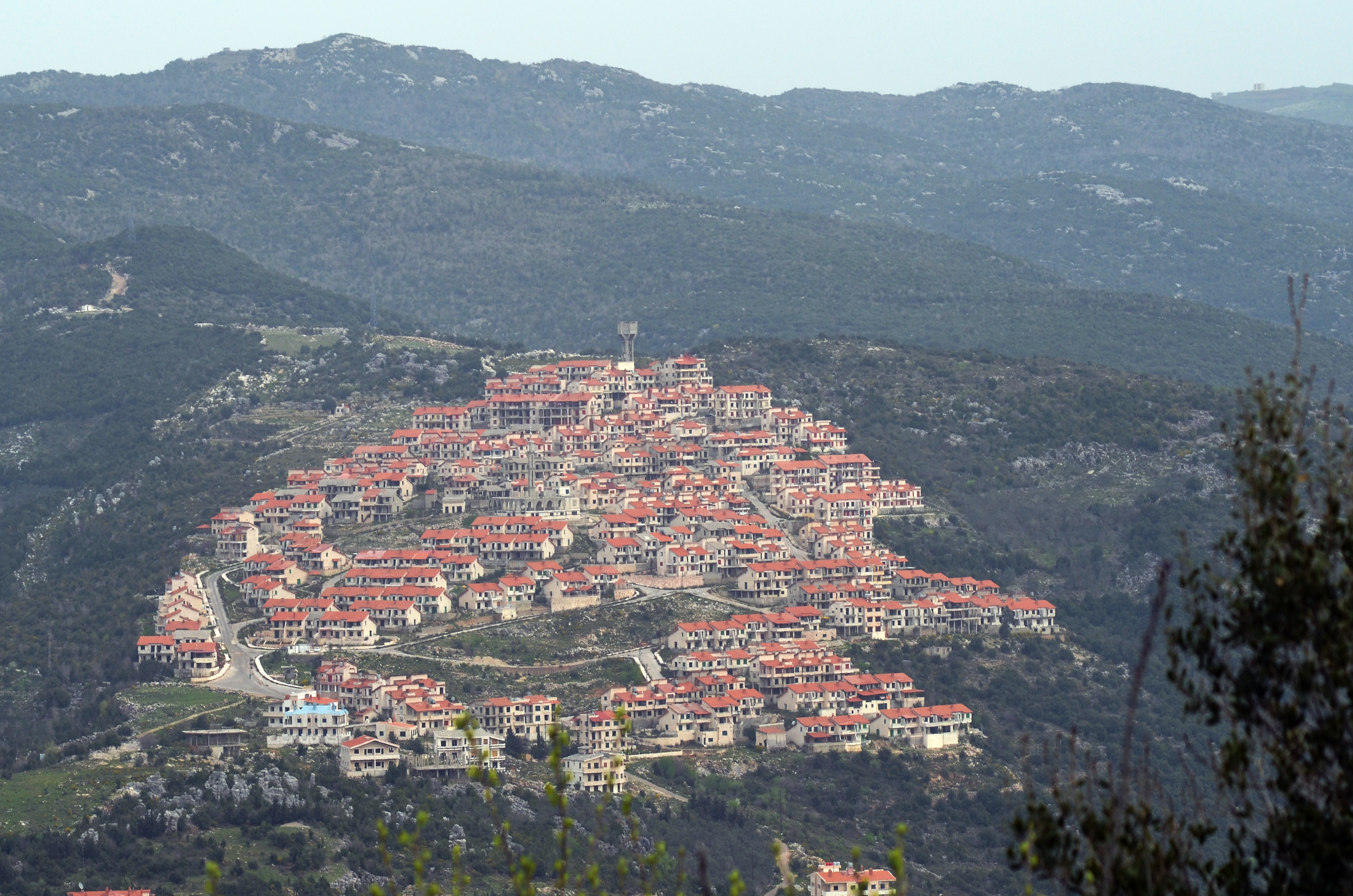
بلدة الكفرون في ريف طرطوس

مصيف رائع يتميّز بجاذبيته الخاصة وسحر طبيعته، يضم مجموعة من الفنادق والمطاعم والمقاهي، إلى جانب المنتزهات وينابيع المياه النقية. تحيط به الغابات الكثيفة والمساحات الخضراء من كل جانب، ليُشكّل لوحة طبيعية متكاملة تجمع بين الهدوء والجمال، مما يجعله وجهة مثالية للاستجمام والاستمتاع بأجواء الطبيعة.
- الشيخ بدر

تُعد من المدن الهامة في محافظة طرطوس، وتزخر بالعديد من المواقع التاريخية. تشتهر بكونها مدينة الشيخ صالح العلي، قائد ثورة جبال الساحل ضد الاستعمار الفرنسي. وتحيط بالمدينة طبيعة ساحرة، تنتشر في محيطها المغاور والكهوف التي تضيف إلى طابعها التاريخي والطبيعي سحرًا خاصًا، مما يجعلها وجهة بارزة لعشّاق التراث والطبيعة معًا.
- مشتى الحلو

تُعد مشتى الحلو من أشهر المصايف في سوريا، وتبعد حوالي 55 كيلومترًا عن مدينة طرطوس. تتميّز هذه البلدة بمقومات سياحية متكاملة، حيث تضم منتجع مشتى الحلو المصمم وفق أرقى المعايير العالمية، إلى جانب العديد من الفنادق والمطاعم والاستراحات والخدمات السياحية الراقية.
يتميّز مناخها بالاعتدال خلال فصل الصيف، ما يجعلها مقصدًا مفضلًا للهاربين من حرّ المدن، أما في فصل الشتاء فتكسوها الثلوج، فتتحول إلى مشتى جميل يضفي على المنطقة سحرًا خاصًا. وبفضل هذا التنوع، تجمع مشتى الحلو بين كونها مصيفًا صيفًا ومشتى شتاءً، ما يجعلها وجهة سياحية مميزة على مدار العام.
- جزيرة أرواد

تقع جزيرة أرواد مقابل مدينة طرطوس، وتُعرف محليًا باسم "الزيرة". تُعد من الجزر التاريخية البارزة في الساحل السوري، وكانت تُعرف في العصور القديمة باسم "أرادوس".

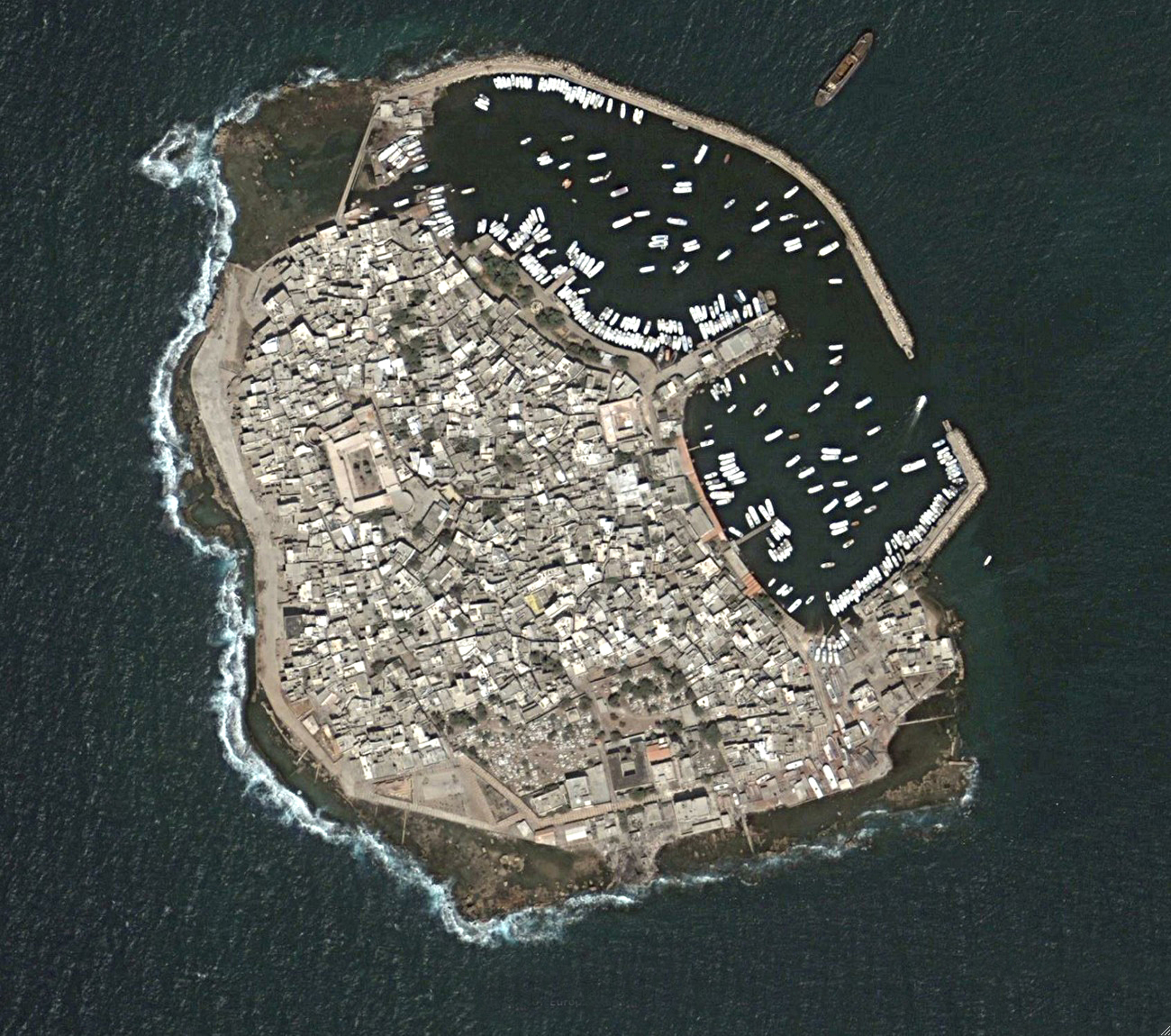
صورة جوية لجزيرة أرواد قبالة سواحل طرطوس

تزخر الجزيرة بعدة قلاع أثرية ومتحف يُوثّق تاريخها الغني، إذ كانت في ما مضى مملكة مزدهرة تسيطر على جزء كبير من الساحل السوري. عُرفت أرواد منذ القدم بمهارتها في صناعة السفن والقوارب، وما زالت تحتفظ بهذه الحرفة حتى اليوم.
كما تضم الجزيرة مجموعة من المطاعم والمقاهي البحرية، وتوفّر لزائريها أجواءً فريدة تجمع بين التاريخ العريق وسحر الطبيعة البحرية، ما يجعلها وجهة سياحية مميزة في المتوسط.
- بلدة حمين

بلدة حمانا، التي يعود اسمها إلى الأصل البيزنطي ويعني "القلعة المحمية"، تستمد هذه التسمية من موقعها الجغرافي الفريد بين الجبال الشاهقة والمطل على الساحل الشرقي للبحر المتوسط. تتوزع أحياء البلدة وشوارعها على أربع تلال جبلية، ثم تمتد تدريجيًا من القمم نحو الوديان الخصيبة الخضراء، ما يمنحها طابعًا عمرانيًا وطبيعيًا مميزًا.
تشتهر حمانا بوفرة ينابيعها الطبيعية التي تتدفق من الصخور البازلتية، كما تتمتع بإرث غني في العلوم والفلك والدين والسياسة، حيث أنجبت العديد من العلماء والمفكرين. وتضم عددًا كبيرًا من المنتزهات والمناطق السياحية، ما يجعلها وجهة مفضلة لعشاق الطبيعة والاستجمام.
يتبع لحمانا عدد من القرى، من جهة الشرق: بيت الراهب، بيت الشنبور، جورة الجواميس، ضهر حمين، وبيت الكرم، ومن جهة الغرب: الجراص، حبابة، الملاجة، بجمرة، قلع الصويري، وقرية حبابة التي تُعد من أجمل القرى بإطلالاتها الساحرة وطبيعتها الخلابة.
أما مدينة القدموس، فهي إحدى مناطق محافظة طرطوس، تقع على جبل يبلغ ارتفاعه نحو 800 متر عن سطح البحر. وتضم المدينة أسواقًا، مجمعًا قضائيًا، فروعًا مصرفية، مدارس، وحدائق، كما تُعد واجهة سياحية بارزة بفضل احتوائها على واحدة من أروع القلاع الشامخة. وتتفرع منها العديد من الطرق الرئيسية المؤدية إلى القرى والمناطق المجاورة مثل: بيوت الوطا، الطواحين، دير الجرد، رام ترزة، حدادة، بدوقة، حمام واصل، والدي وغيرها، ما يجعلها مركزًا حيويًا هامًا في المنطقة.

## السياحة في طرطوس

وادي جهنم في ريف طرطوس

تتميّز محافظة طرطوس بجمال طبيعي ساحر يشمل الجبال الخضراء، الغابات الكثيفة، البحيرات الخلابة، الشواطئ الرملية، والقرى السياحية المنتشرة في مختلف مناطقها. وتعتبر المصايف المنتشرة عبر المحافظة وجهات مفضلة للسياح، بالإضافة إلى تنوع المناطق الأثرية التي تضيف قيمة تاريخية وسياحية كبيرة للمنطقة.
بفضل هذا التنوع، أصبحت طرطوس بمدنها وقراها ومصايفها مقصدًا سياحيًا رئيسيًا، حيث تنتشر فيها الفنادق الراقية، المطاعم المتنوعة، المتنزهات الطبيعية، والشواطئ الرائعة التي تلبي مختلف أذواق الزوار.
تتمتع المحافظة بشبكة مواصلات متطورة تربطها ببقية محافظات سوريا، وتشمل شبكة حديثة من الطرق السريعة (الأوتوسترادات) بالإضافة إلى خطوط السكك الحديدية الحديثة التي تسهل الحركة والتنقل بين المدن والبلدات.
يُقام في طرطوس سنويًا مهرجان طرطوس السياحي في شهر تموز (يوليو)، ويتميز بمجموعة من الفعاليات الفنية والثقافية، حيث يحيي حفلاته فنانون ومطربون سوريون وعرب، إلى جانب عروض تراثية تعكس تاريخ وثقافة المحافظة. كما تُنظّم في مختلف مناطق المحافظة عدد من المهرجانات الثقافية والسياحية التي تعزز من مكانة طرطوس كوجهة سياحية متكاملة.

## التعليم في طرطوس
على الرغم من صغر مساحة محافظة طرطوس جغرافيًا وسكانيًا، إلا أنها تُعتبر من بين المدن العربية التي تسجل نسبًا مرتفعة في عدد الحاصلين على الشهادات الجامعية نسبة إلى عدد السكان.[بحاجة لمصدر] ورغم غياب الإحصاءات الرسمية الدقيقة، هناك إجماع واسع على الحضور المميز والفعّال لطرطوس في المشهد التعليمي السوري.
ومن الجدير بالذكر أن طرطوس تُعد المحافظة الوحيدة في سوريا التي لا يزال فيها نظام التعليم مختلطًا بين الذكور والإناث في جميع مراحله التعليمية، وهي تجربة تعليمية أثبتت نجاحها في هذه المدينة الهادئة والمتميزة.
وفي إطار تطوير التعليم العالي، بدأت الحكومة السورية مؤخرًا في توسيع فرص التعليم لتشمل جميع المحافظات، حيث تم افتتاح جامعة طرطوس الحكومية عام 2015، ما ساهم في تعزيز البنية التعليمية في المحافظة وتوفير فرص دراسية واسعة لشبابها.

## المحافظون
- غازي محمد خضرة (حتى 3 شباط 2001[5])
- علي بن معلا أحمد (من 3 شباط 2001[6])
- آرام صليبا (حتى 4 تشرين الأول 2004[7])
- سليم كبول (4 تشرين الأول 2004[7] - 25 تشرين الثاني 2006[8])
- وهيب حسن زين الدين (25 تشرين الثاني 2006[8] - 10 شباط 2009[9])
- عاطف نداف (10 شباط 2009[9] - 11 تموز 2012[10])
- نزار إسماعيل موسى (11 تموز 2012[11] - 22 أكتوبر 2014[12])
- صفوان سليم أبو سعدة (22 أكتوبر 2014[12] - 20 تموز 2022[13])
- عبد الحليم خليل (20 تموز 2022[13] - 23 آب 2023[14])
- فراس أحمد الحامد (23 آب 2023[14] - 8 كانون الأول 2024[15])
- أنس عبد الرحمن عيروط (12 كانون الأول 2024[16][17] - 21 كانون الأول 2024[18])
- أحمد الشامي (منذ 21 كانون الأول 2024[18])